# ヴァンケー駅
ヴァンケー駅（ベトナム語：Ga Văn Khê / 𥩤文溪?）はベトナムのハノイ市ハドン区に位置するハノイ都市鉄道の駅である。

## 画像

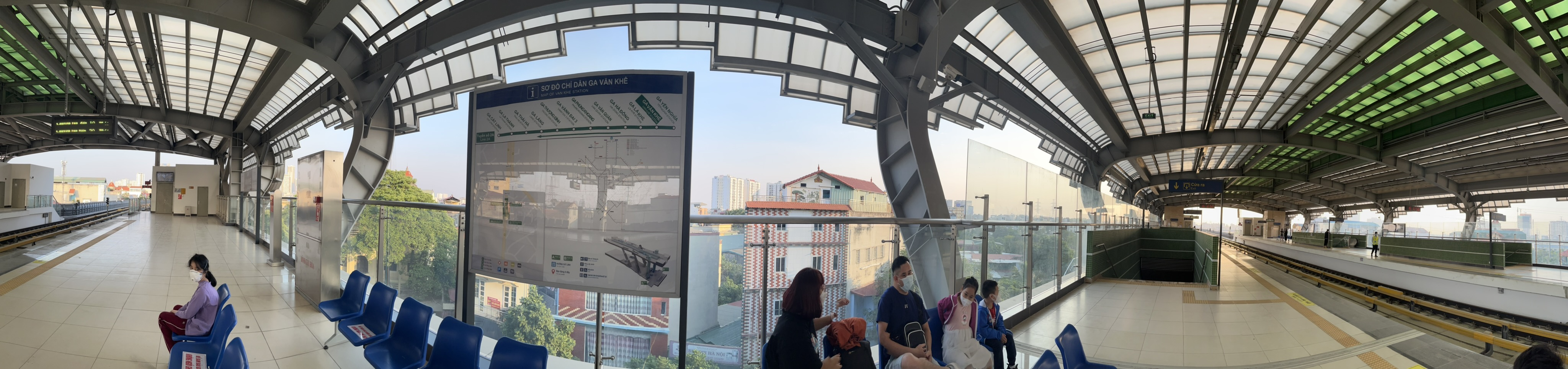
ヴァンケー駅ホーム1

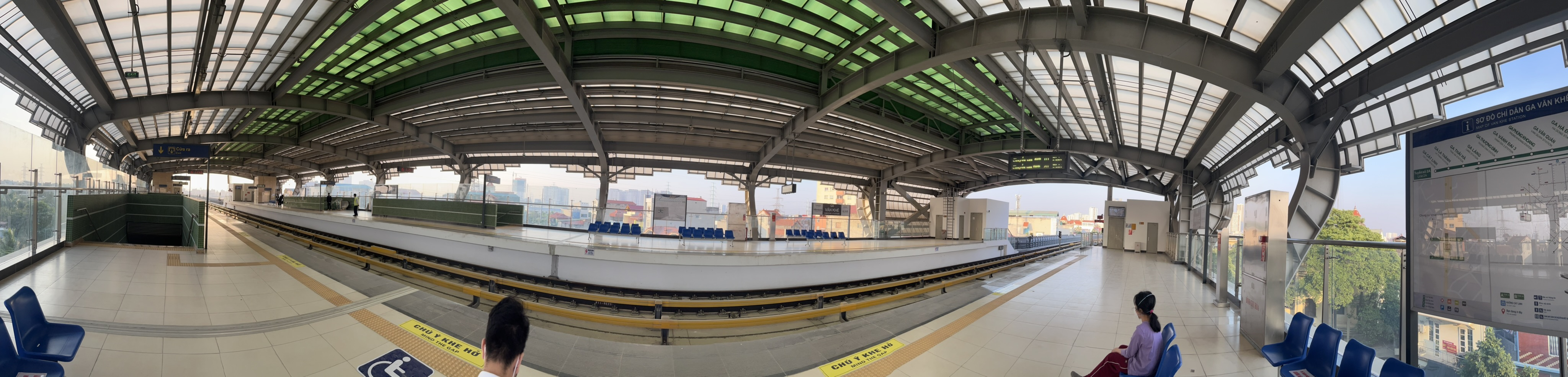
ヴァンケー駅ホーム2

## 利用可能な路線
ハノイ都市鉄道
2A号線

## 隣の駅
ハノイ都市鉄道
2A号線
ラケー駅 - ヴァンケー駅 - イエンギア駅